# Liste der Arbeitslager in Guizhou
Umerziehung durch Arbeit ist ein System von Arbeitslagern der Volksrepublik China. Diese Liste führt solche Arbeitslager in der Provinz Guizhou auf.
| Name                                              | Unternehmensbezeichnung                    | Stadt/Kreis/Distrikt | Dorf/Stadt | Gründungsjahr | Bemerkungen                                                                         |
| ------------------------------------------------- | ------------------------------------------ | -------------------- | ---------- | ------------- | ----------------------------------------------------------------------------------- |
| Umerziehung durch Arbeit Anshun                   |                                            | Anshun               |            |               |                                                                                     |
| Jugend-Umerziehung durch Arbeit Anshun            |                                            |                      |            | 2003          | Gründungsvorbereitungen begannen 2000                                               |
| Umerziehung durch Arbeit Distrikt Bijie           |                                            | Distrikt Bijie       | Zhujiawan  |               |                                                                                     |
| Umerziehung durch Arbeit Fuquan                   | Phosphatdüngerfabrik Fuquan                | Fuquan, Qiannanzhou  | Longchang  | 1965          | Umsatz 4,835 Millionen US$                                                          |
| Umerziehung durch Arbeit Provinz Guizhou          |                                            | Qingzhen             |            | 1997          | war ursprünglich eine Brigade der Umerziehung durch Arbeit Zhongba                  |
| Umerziehung durch Arbeit Huagong                  | Farm Huagong                               | Unbekannt            |            |               | 2003 vom Kreis Qinglong an einen unbekannten Ort verlegt.                           |
| Rehabilitations-Umerziehung durch Arbeit Qiandong |                                            | Unbekannt            |            |               |                                                                                     |
| Umerziehung durch Arbeit Sanjiang                 | Farm Sanjiang                              | Guiyang              |            |               | Hatte im Mai 2004 2000 Häftlinge, von denen über die Hälfte Drogenstraftäter waren. |
| Umerziehung durch Arbeit Zhongba                  | Farm Zhongba, Zhuhai Chili Elektronik GmbH | Qingzhen             |            |               | Mehr als 2000 Insassen                                                              |
| Umerziehung durch Arbeit Zunyi                    | Ziegelei Zunyi                             | Zunyi                |            |               |                                                                                     |
| Rehabilitations-Umerziehung durch Arbeit Zunyi    |                                            | Unbekannt            |            | 1999          | Umerziehung durch Arbeit für Drogenwiederholungstäter                               |

## Quelle
- Laogai Handbook (2007–2008). (PDF; 3,5 MB) The Laogai Research Foundation, 2008, abgerufen am 10. Januar 2011.